# Aecidium verbenae
Aecidium verbenae är en svampart som beskrevs av Speg. 1880. Aecidium verbenae ingår i släktet Aecidium, ordningen Pucciniales, klassen Pucciniomycetes, divisionen basidiesvampar och riket svampar.   Inga underarter finns listade i Catalogue of Life.